# Jüdische Friedhöfe in Weener
Es gibt auf dem Stadtgebiet von Weener vier jüdische Friedhöfe, die bis 1942 von der örtlichen Gemeinde belegt wurden.

## Geschichte

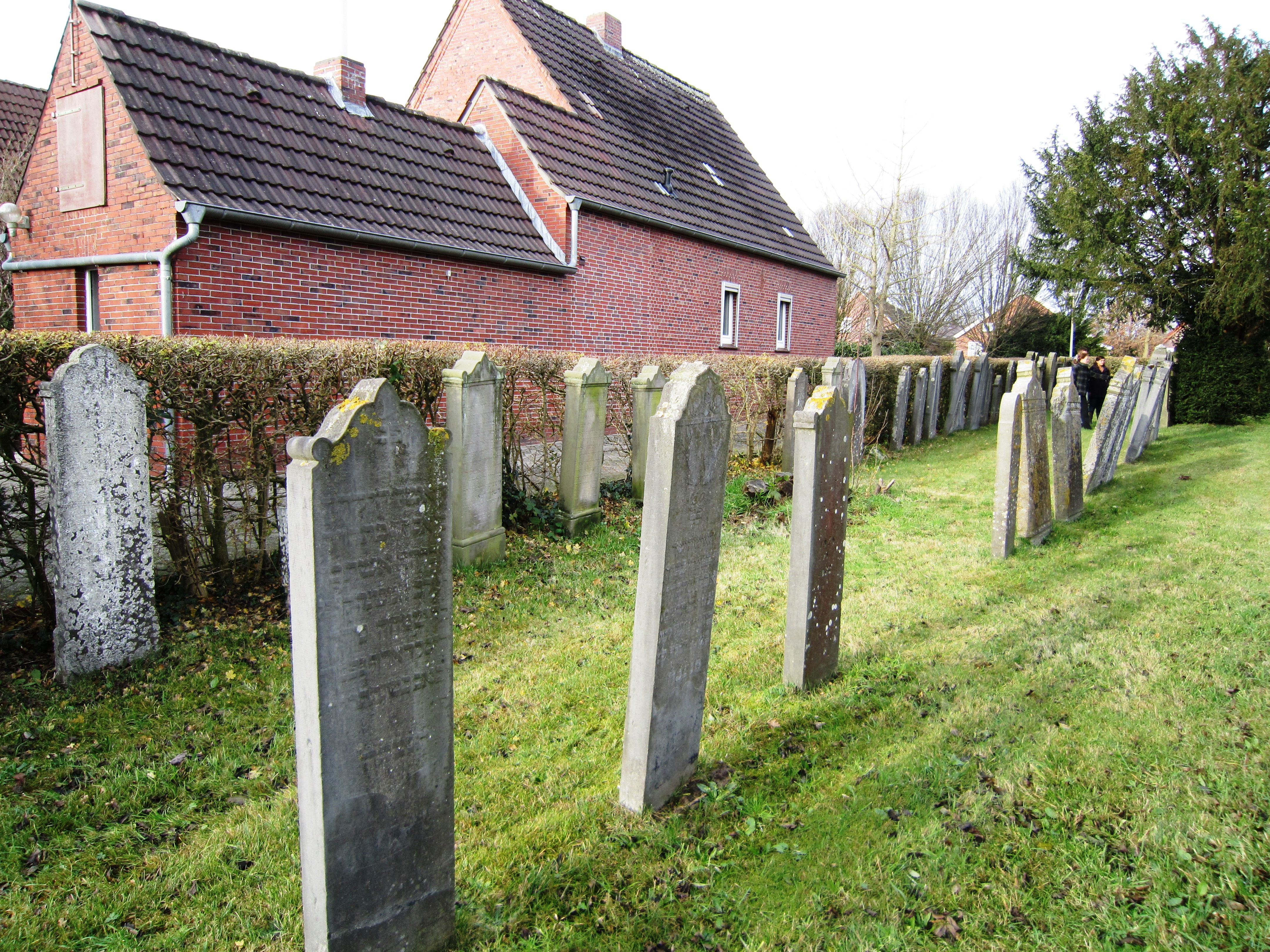
Jüdischer Friedhof in Weener

Bis weit in die zweite Hälfte des 17. Jahrhunderts ließen die Gemeinden des Rheiderlandes ihre Toten auf dem Emder Friedhof bestatten. Dieser war vor allem im Wintermonaten schwer zu erreichen. Im Jahre 1670 wandten sich die Juden aus Bunde, Weener, Jemgum und Stapelmoor unter der Führung von Hayman Salomons aus Jemgum an die Fürstin Christine Charlotte und baten darum, „in Gnaden zu consentiren, daß wyr unser endts in besagtem Ambte (Leerort) etwa ein halb oder gantz Diemat Landes vor ziemlichen Preiß an uns mogen erkaufen und selbiges zu einem Gottesacker vor unsere Todten benutzen dürfen“.
Dieser Bitte gab die Fürstin schon nach einem Tag statt. Sie wies daraufhin ihren Beamten in Leerort an, die Juden bei ihrem Landkauf zu unterstützen und dafür zu sorgen, dass sie nicht benachteiligt wurden. Daraufhin kauften die Rheiderländer Juden ein Grundstück in Smarlingen zwischen Weener und Holthusen und legten dort einen Friedhof an, der bis Anfang des 17. Jahrhunderts belegt wurde. Dort sind heute noch vier Grabsteine in Fragmenten erhalten.
In unmittelbarer Nähe dieses alten Friedhofes legten die Rheiderländer Juden eine weitere Begräbnisstätte an, die sie von 1670 bis in die Mitte des 19. Jahrhunderts nutzten. Auf dieser Begräbnisstätte stehen noch 30 Grabmale.
Als diese 1849 voll belegt war, richteten die Rheiderländer Gemeinden jeweils eigene Friedhöfe an. Die Weeneraner Juden taten dies auf einem 6,73 ar großen Grundstück an der damaligen Stapelmoorer Landstraße (der heutigen Graf-Ulrich-Straße), das die Brüder Isaak und Joseph Israels der Gemeinde geschenkt hatten. Erstmals fand dort 1850 eine Beerdigung statt. Auf dem Friedhof befinden sich noch 85 Grabsteine.
Der jüngste Friedhof entstand am Ende des 19. Jahrhunderts auf einem ursprünglich 68,41 ar großen Areal an der Graf-Edzard-Straße. Die örtliche Gemeinde belegte ihn von 1896 bis zu ihrem Untergang in der Zeit des Nationalsozialismus. In diesen Jahren wurde der Friedhof geschändet. Dabei entwendeten die Täter 38 Grabsteine und verkauften weitere 1943 an einen Steinmetz. 
Nach dem Zweiten Weltkrieg diente die Friedhofshalle vorübergehend als Wohnhaus. Das Areal selbst wurde instand gesetzt und ging in den  Besitz des Landesverbandes der Jüdischen Gemeinden von Niedersachsen über. Dieser verkaufte den unbelegten Bereich der Begräbnisstätte in den Jahren 1966/71 an Privatpersonen beziehungsweise an die Stadt zum Straßenausbau. Damit blieben vom ursprünglichen Friedhof noch etwa 37,41 ar, auf denen 85 Grabsteine erhalten sind.